# Coniochaeta xylariispora
Coniochaeta xylariispora är en svampart som först beskrevs av Cooke & Ellis, och fick sitt nu gällande namn av Mordecai Cubitt Cooke 1887. Coniochaeta xylariispora ingår i släktet Coniochaeta och familjen Coniochaetaceae.  Arten är reproducerande i Sverige. Inga underarter finns listade i Catalogue of Life.